# Idanthyrsus boninensis
Idanthyrsus boninensis är en ringmaskart som beskrevs av Nishi och Kirtley 1999. Idanthyrsus boninensis ingår i släktet Idanthyrsus och familjen Sabellariidae. Inga underarter finns listade i Catalogue of Life.